# Giedrė Rakauskaitė
Giedrė Rakauskaitė, née le 13 juin 1991 à Kaunas (RSS de Lituanie), est une rameuse handisport britannique d'origine lituanienne.

## Carrière
Née en Lituanie où elle commence l'aviron à 14 ans, elle est victime d'un accident de la route un an plus tard. Elle passe un an en fauteuil roulant avant de pouvoir remarcher. Elle s'installe au Royaume-Uni en 2011 pour étudier à l'université de Worcester d'où elle sort diplômée en 2014. Après ses études, elle devient entraîneuse à la Hereford Cathedral School et rejoint le Worcester Rowing Club.
En 2017, Rakauskaitė remporte sa première médaille d'or avec l'équipage du quatre barré aux championnats du monde, titre conservé aux Mondiaux en 2019. Deux ans plus tard, les quatre membres de l'équipage — composé de Ellen Buttrick, Oliver Stanhope et James Fox ainsi que la barreuse Erin Kennedy — remporte l'or paralympique.

## Palmarès

### Jeux paralympiques
- médaille d'or en quatre barré aux Jeux paralympiques d'été de 2020 à Tokyo

### Championnats du monde
- médaille d'or en quatre barré aux Championnats du monde d'aviron 2017 à Sarasota
- médaille d'or en quatre barré aux Championnats du monde d'aviron 2019 à Ottensheim